# 萊氏長嘴鱲
萊氏长嘴鱲（学名：Raiamas levequei）为輻鰭魚綱鯉形目鲤科长嘴鱲屬的其中一種。該物種分布於非洲幾內亞，體長可達5公分，棲息在中底層水域。